# Chi1 Sagittarii
Título a ser usado para criar uma ligação interna é Chi1 Sagittarii.
Chi1 Sagittarii (47 Sagittarii) é uma estrela na direção da constelação de Sagittarius. Possui uma ascensão reta de 19h 25m 16.45s e uma declinação de −24° 30′ 30.4″. Sua magnitude aparente é igual a 5.02. Considerando sua distância de 221 anos-luz em relação à Terra, sua magnitude absoluta é igual a 0.87. Pertence à classe espectral A4IV/V.